# Прогулянки з динозаврами
«Прогулянки з динозаврами» (англ. Walking with Dinosaurs) — науково-популярний телесеріал BBC 1999 року, що оповідає про життя динозаврів на основі новітніх на той час наукових реконструкцій. Візуальний ряд створений із поєднанням комп'ютерної графіки й аніматроніки динозаврів та реальних планів природи. Основна частина серіалу складається із шести епізодів.
Показ серіалу «Прогулянки с динозаврами» супроводжувався рекламним гаслом: «Найцікавіше телевізійне шоу останніх двохсот мільйонів років». Успіх серіалу призвів до того, що телеканал BBC Worldwide випустив декілька додатків, які продовжують «Прогулянки з динозаврами»; також були випущені два серіали на палеонтологічні теми спорідненої тематики: «Прогулянки з чудовиськами» — живий світ після динозаврів і до появи людини; і «Прогулянки з печерною людиною» — про предків сучасної людини. Крім того, було видано мультимедійний додаток до серіалу «Прогулянки з динозаврами. Інтерактивне шоу».

## Епізоди

### 1. «Нова кров»
Місце зйомки: Нова Каледонія

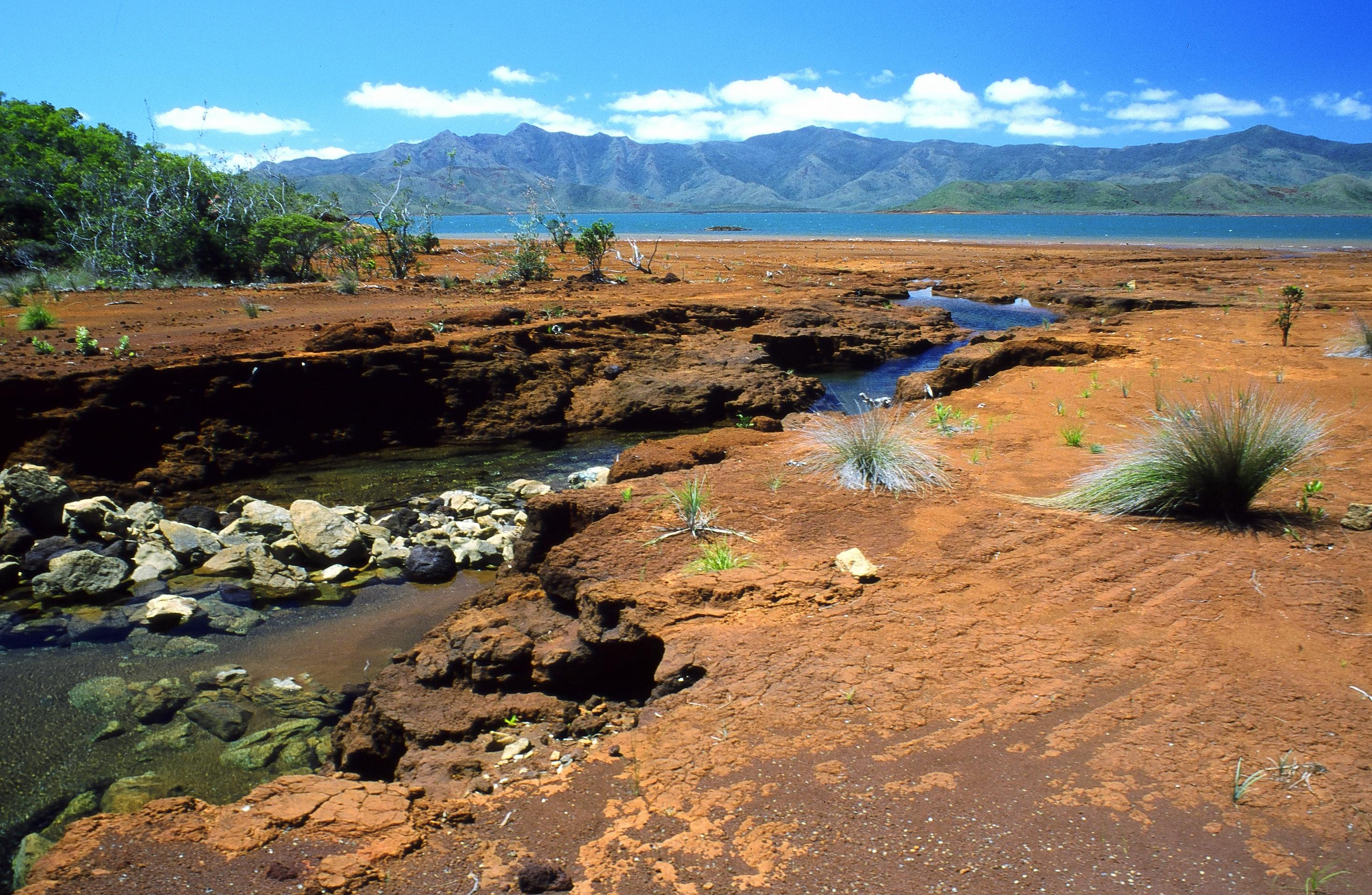
Рівнини Нової Каледонії подібні на територію Аризони Тріасового періоду

Зображуване місце: територія сучасної Аризони (США) 220 мільйонів років тому (середній тріасовий період) 
Типовий представник — целофізис (Coelophysis). Харчування — хижак (дводишні риби, плацеріас). Довжина — 3 м; вага — до 30 кг. Головні скупчення його кісток знайдені у Аризоні і Нью-Мехіко (США).
Сезон посухи. Серед бескраїх прерій суперконтиненту Пангея пасуться стада плацеріасів — гігантських дицинодонтів із ряду терапсид (клас звіроящерів), які мільйони років домінували, але тепер занепадають. У норах ховаються представники того ж ряду, предки ссавців — звіроподібні тринаксодони. На плацеріасів полює найбільший хижак середнього Тріасу — постозух, родич крокодилів. З'явились одні із перших динозаврів — моторні хижаки целофізиси, конкуренти і цицнодонтам, і пораненій самиці постозуха. Один із них ловить рибу із ряду дводишних. Також показані ранні птерозаври — дрібні петейнозаври.
Показані тварини:
- Целофізис
- Постозух
- Тринаксодон (названий цинодонтом)
- Плацеріас
- Платеозавр
- Петейнозавр
- Сучасний протоптер
- Бабка (показано сучасну комаху)

### 2. «Час титанів»

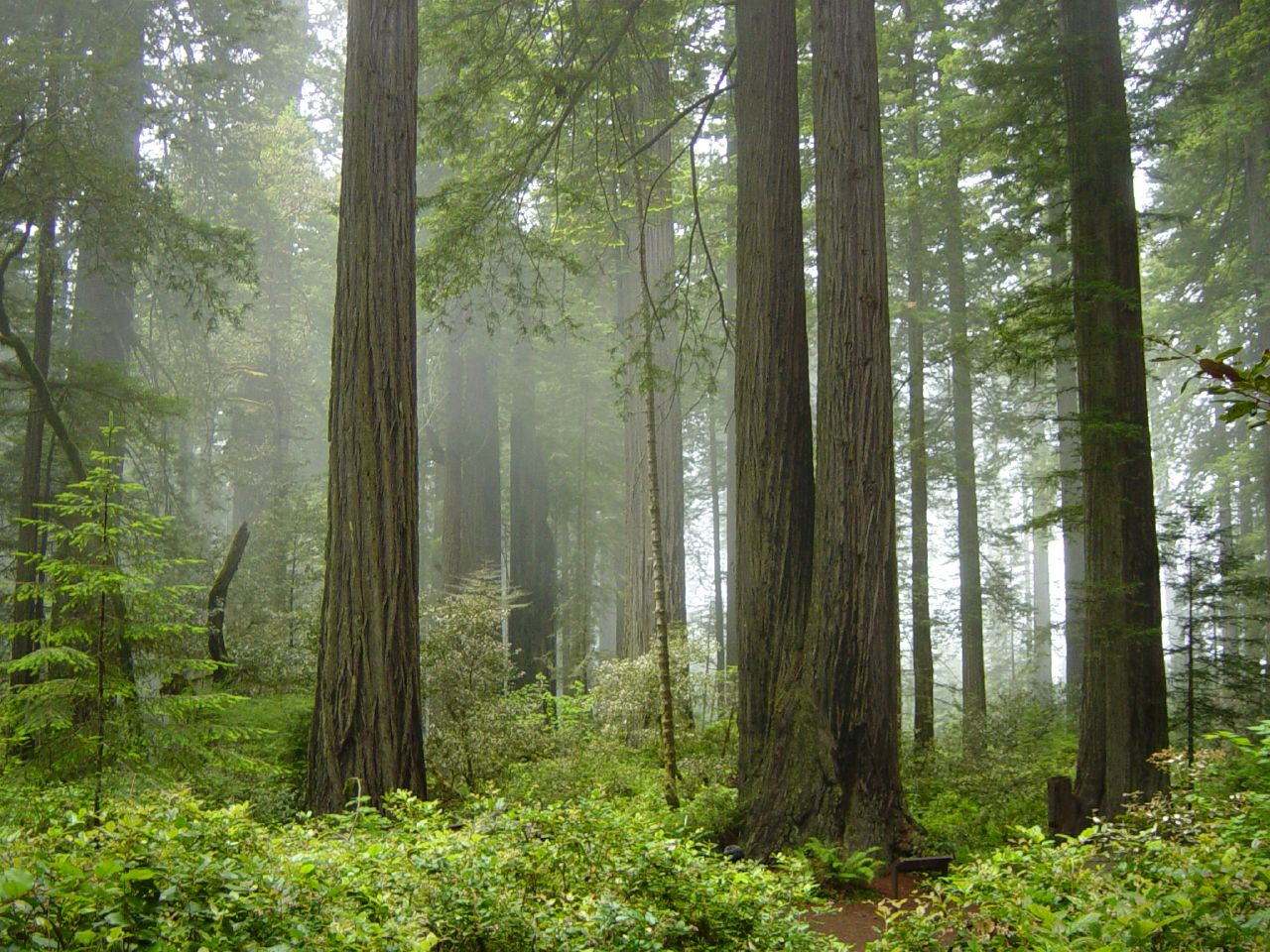
Ліс національного парку Редвуд, зображений в серіалі як ліс Колорадо юрського періоду

Місце зйомки: Парк Редвуд, Великий каньйон, Чилі, Тасманія, Нова Зеландія
Зображуване місце: територія сучасного Колорадо (США) 152 мільйона років тому (пізній Юрський період)
Типовий представник — диплодок (Diplodocus). Харчування — (папороть). Розмір — до 33 метрів у довжину, висота стегна — до 1,5 метрів. Вага — 25—30 тонн. Головні скупчення кісток знайдені у штатах Монтана, Юта і Вайомінг (США).
На околиці густого лісу підростають дитинчата гігантських завроподів диплодоків. Вони живуть у страху перед грізними хижаками аллозаврами, а більш молоді особини — перед верткими орнитолестесами. У відкритих преріях пасуться стегозаври, брахіозаври та дрібні орнітоподи — дріозаври.
Показані тварини:
- Диплодоки
- Анурогнат
- Дріозавр
- Орнитолестес
- Стегозавр
- Алозавр
- Брахіозавр
- Отніелія
- Бабка (показано сучасну комаху)
- Жук-гнойовик (показано сучасну комаху)

### 3. «Жорстоке море»
Місце зйомки: Нова Каледонія

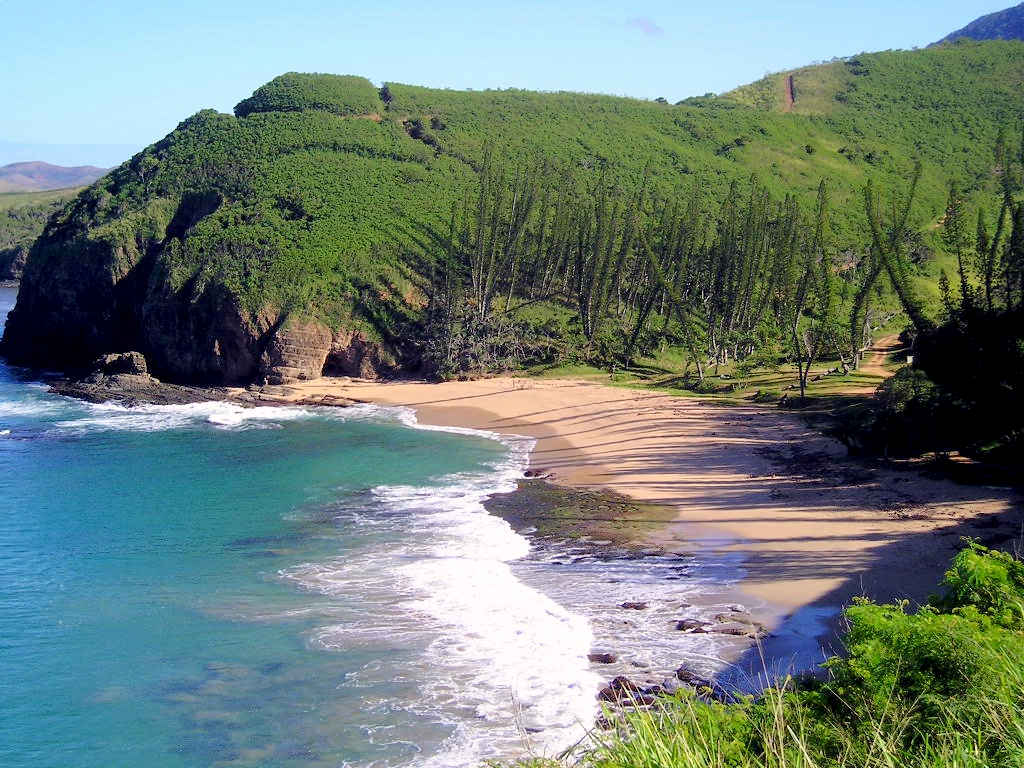
Узбережжя Нової Каледонії нагадують узбережжя Багамів Юрського періоду

Зображуване місце: Багамські острови 149 мільйонів років тому (пізній Юрський період)
Типовий представник — офтальмозавр (Ophthalmosaurus). Харчування — риба і кальмари. Розмір — до 6 метрів у довжину, череп — до 1 метра у довжину. Вага — до 1 тонни. Головні скупчення залишків знайдені у Аргентині, Англії та Німеччині.
У мілких морях серед просторих коралових рифів ростуть молоді офтальмозаври. Їх головними ворогами є акули гібоди, гігантські пліозавриди — ліоплевродони та дорослі офтальмозаври. По сусідству з цими тваринами мешкають безпечні криптокліди і головоногі молюски амоніти.
Показані тварини:
- Офтальмозавр
- Ліоплевродон
- Евстрептоспондил
- Криптоклід
- Лептолепіс
- Рамфоринх
- Гібод
- Амоніт
- Примітивний криль (численна зграя пливе повз рифи вночі)
- Медуза (показано сучасну тварину)
- Мечохвіст (показано сучасну тварину)
- Невизначений вид еккоптарида (очевидно Eccoptarthrus crassipes)
- Кальмар (здобич офтальмозавра)
- Морська черепаха (її трупом харчуються евстрептоспондили)
- Корал
- Невизначений вид пліозаврида (пропливає за вагітною самицею офтальмозавра)

### 4. «Небесний гігант»

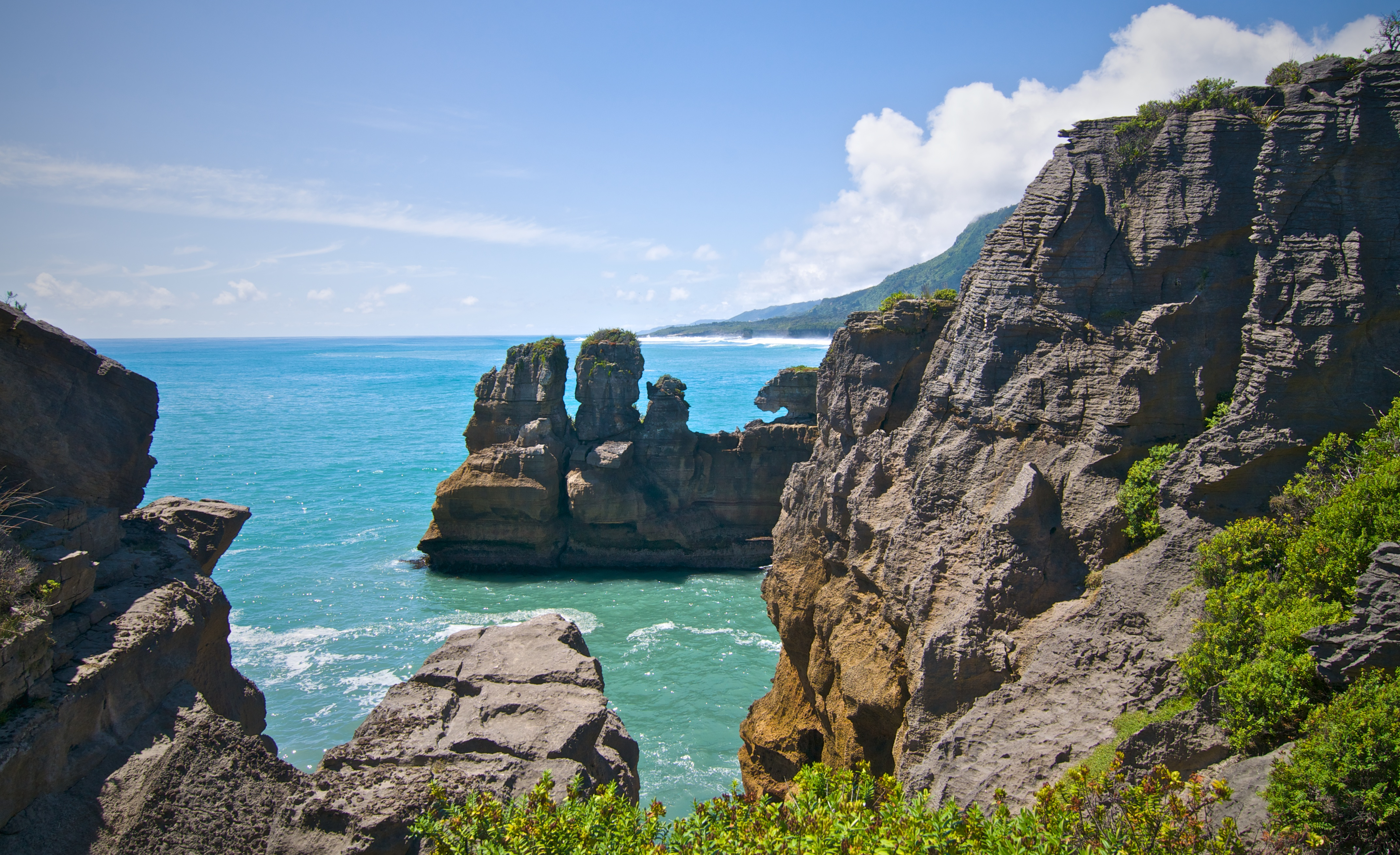
Скелі парку Папароа нагадують ті, на яких гніздилися орнітохейри

Місце зйомки: Національний парк Папароа (Нова Зеландія), Тасманія
Зображуване місце: Бразилія — Велика Британія — Іспанія 127 мільйонів років тому (ранній крейдяний період)
Типовий представник — орнітохейр (Ornithocheirus). Спосіб життя — індивідуальна міграція. Розміри — розмах крил сягає 15 метрів, довжина тіла — до 3,5 метрів, голова — до 1,5 метрів в довжину. Вага — до 100 кілограмів. Основні скупчення останків знайдено в Бразилії, Африці, Росії, Австралії та Англії.
40-річний орнітохейр відправляється в подорож з Південної Америки до острова Кантабрія на шлюбні ігри. Орнітохейр пролітає над Атлантичним океаном і територією сучасних Британських островів і тримається на відстані від динозаврів.
Показані тварини:
- Орнітохейр
- Тапейяра
- Дакотадон (названий американським ігуанодоном)
- Ігуанодон
- Акантофоліс (у фільмі названий полакантом)
- Гастонія (названа американським полакантом)
- Ютараптор
- Іберомезорніс
- Плезіоплевродон (спостерігає з-під води за орнітохейром)
- Заврофтір (сидить на крилі орнітохейра, у фільмі названий паразитом)
- Оса (показано сучасну тварину)
- Птеранодон (кілька особин летять над океаном, пізніше у одного з них орнітохейр забирає рибу)

### 5. «Духи крижаного лісу»
Місце зйомки: Нова Зеландія

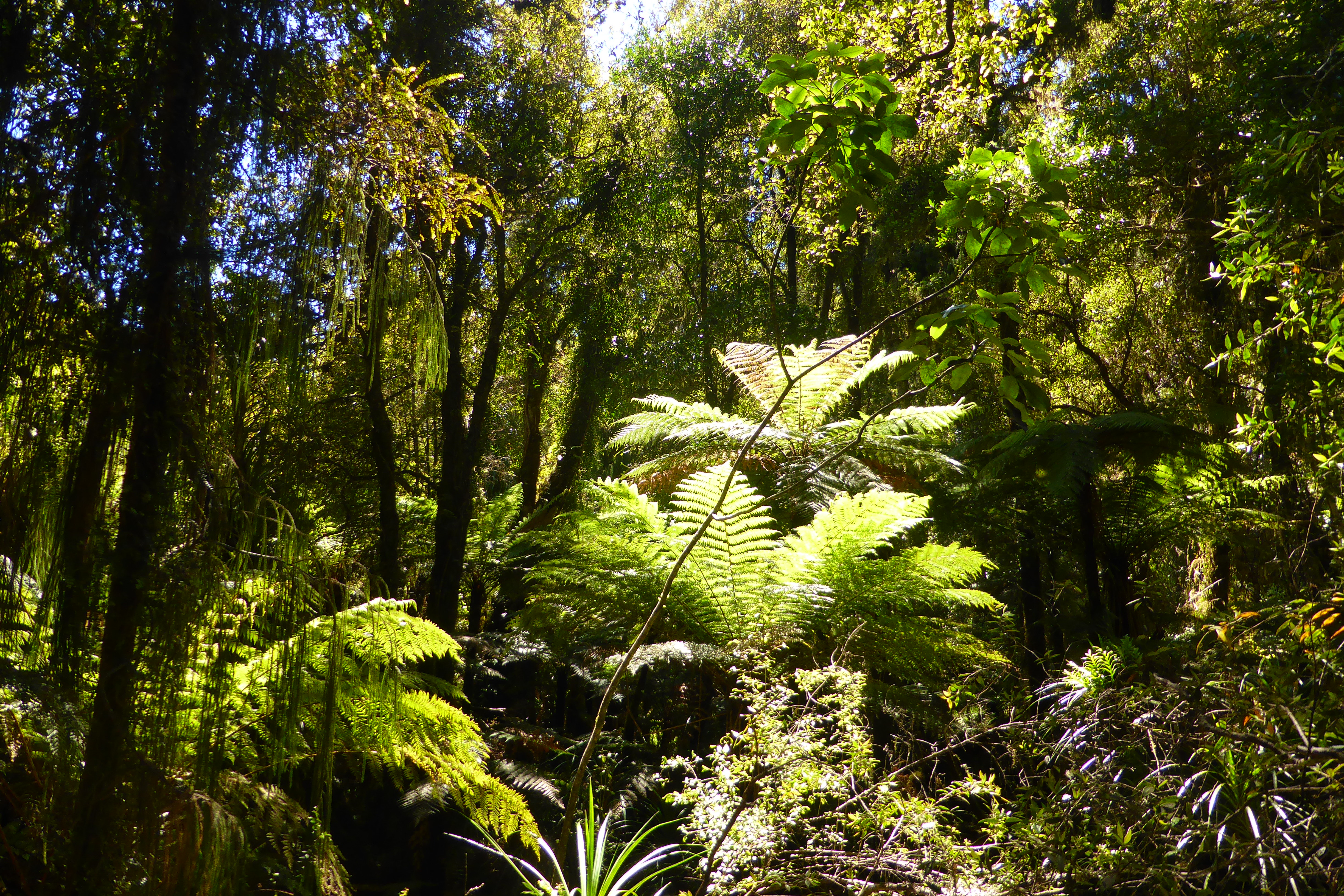
Сучасні ліси Нової Зеландії, зображені як ліси Антарктиди до того, як вона покрилася льодом

Зображуване місце: Антарктида і Австралія 106 мільйонів років тому (середній Крейдяний період)
Типовий представник — ліелліназавр (Leaellynasaura). Харчування — травоїдний (папороті). Розміри — до 2 метрів в довжину. Вага — до 40 кілограмів. Основні скупчення останків знайдено в Австралії та Антарктиді.
Маленькі ліелліназаври живуть невеликими кланами у папоротевому лісі в декількох сотнях кілометрів від Південного полюса. По сусідству з ними мешкають великі травоїдні муттабурразаври, хижі австраловенатори і гігантські амфібії — кулазухи, а також невеликі ссавці — стероподони. З настанням зими ліелліназаври ціпеніють в гущавині лісу, де навіть в розпал зими не дуже холодно.
Показані тварини:
- Ліелліназавр
- Кулазух
- Австраловенатор (названий полярним алозавром)
- Муттабурразавр
- Стероподон (схожий на сучасну коаті, намагається розорити гніздо ліелліназаврів)
- Віта (показано сучасну комаху)
- Гаттерія (показано сучасну тварину)
- Москіт (показано сучасну комаху)
- Невизначений вид птерозавра (зграя тварин пролітає над лісом)

### 6. «Загибель династії»

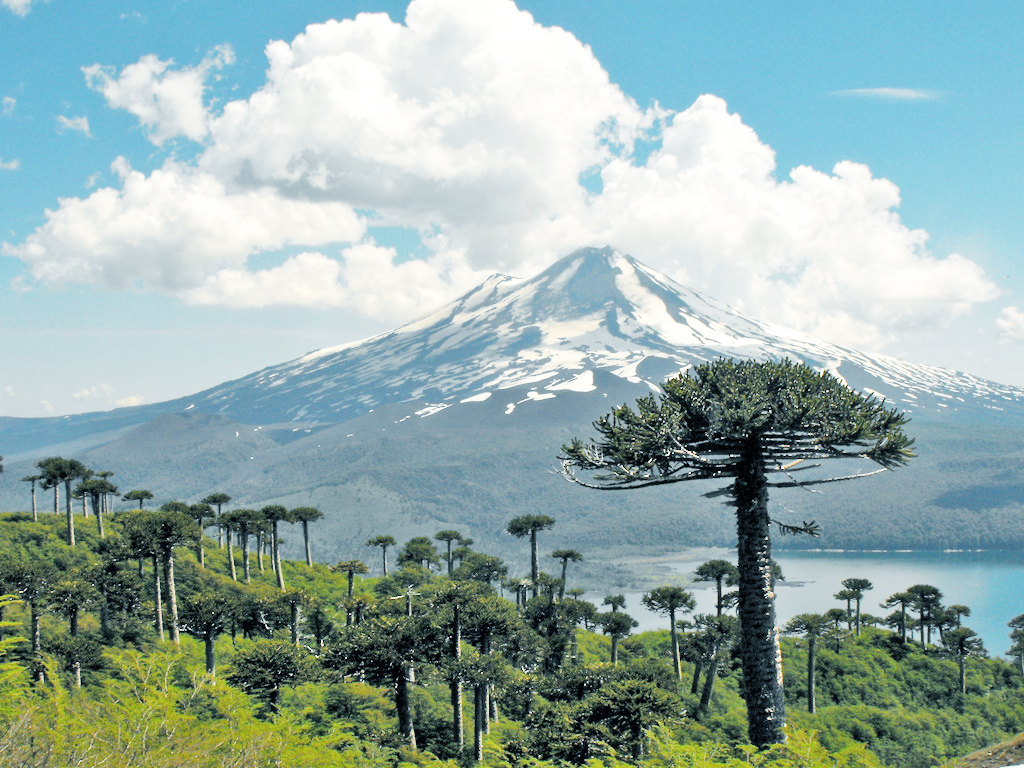
Араукарієві ліси Чилі практично не змінилися з Крейдяного періоду

Місце зйомки: Національний парк Конгіль (Чилі), Нова Зеландія
Зображуване місце: територія сучасної Монтани (США) 65,5 мільйонів років тому (пізній крейдяний період)
Типовий представник — тиранозавр (Tyrannosaurus). Харчування — хижак. Розміри — до 13 метрів в довжину, до 6 метрів у висоту. Вага — до 7 тонн. Основні скупчення останків знайдено у США і Канаді.
Гігантські хижаки тиранозаври патрулюють територію Північної Америки, полюючи на торозаврів, анатотитанів і трицератопсів. Ніхто крім панцирних анкілозаврів не може врятуватися від тиранозаврів, але дитинчата цих хижаків дуже вразливі. Коли у двох дитинчат гине їхня мати, вони постають перед наслідками падіння астероїда, що призводить до вимирання динозаврів і багатьох інших рептилій. Цією катастрофою закінчується мезозойська ера, але без динозаврів відкривається простір до бурхливої еволюції ссавців та птахів.
Показані тварини:
- Тиранозавр
- Дідельфодон
- Анатотитан
- Дромеозавр
- Анкілозавр
- Торозавр
- Кетцалькоатль
- Дейнозух (стежить за кетцалькоатлем, підпливає до анатотитанів)
- Трицератопс (ним харчуються два тиранозавра)
- Динілізія (готується до нападу на молодих тиранозаврів)
- Пургаторій (спостерігає з дерева за дідельфодоном, загибла особина лежить серед хмари сірчаних випарів)
- Парксозавр (здобич дромеозаврів)
- Тесцелозавр
- Метелик (показано сучасну комаху)
- Невизначений вид архозавра (надзвичайно мала особина лежить серед хмари сірчаних випарів (здобич тиранозавра)

### «Як створювалися „Прогулянки з динозаврами“»
Додатковий епізод, присвячений створенню серіалу. Описує знахідки та реконструкції вигляду й поведінки показаних тварин, як обиралися місця зйомок, створювалася комп'ютерна графіка та аніматронні моделі.

## Продовження

### «Балада про Великого Ала»
Серіал 2000 року, що складається з 2 епізодів по 30 хвилин. Закадровий голос Кеннета Брана.
- «Балада про Великого Ала» — реконструкція життя самця алозавра, скелет якого в 1991 році був знайдений у Вайомінгу та отримав прізвисько «Великий Ал» (через збереження скелета, а не через розміри). Численні травми і переломи ребер, ніг і хребта, отримані Алом за життя, дозволили вченим відтворити його історію з моменту появи на світ до трагічної загибелі. У фільмі присутні деякі нові види динозаврів, наприклад апатозавр.
- «Історія створення» — фільм 2003 року з Найджелом Марвеном у ролі ведучого, що описує створення «Балади про Великого Ала», розкопки, інтерв'ю з творцями і вченими.

### «Земля Гігантів»
Серіал 2002 року, де ведучий Найджел Марвен спостерігає за динозаврами «особисто», ніби за сучасними тваринами.
- «Земля Гігантів» — Найджел вислідковує аргентинозаврів, видирається на гірські хребти, щоб побачити птеранодонів, та кружляє разом з ними на дельтаплані. Вночі він переживає напад на табір хижого гіганотозавра.
- «Гігантський кіготь» — Найджел намагається не тільки зібрати унікальний матеріал про засоби нападу й захисту динозаврів, а й наважується спровокувати цих тварин на агресію.

### «Прогулянки з морськими чудовиськами»
«Прогулянки з морськими чудовиськами» — серіал 2003 року з 3 епізодів по 30 хвилин. Розповідає про пригоди зоолога Найджела Марвена в минулому, де він відвідує 7 найнебезпечніших морів в історії землі.
- Перший епізод — ордовик, тріас і девон
- Другий епізод — девон, еоцен і пліоцен
- Третій епізод — пліоцен, юрський період, крейдяний період

### «Прогулянки з монстрами: життя до динозаврів»
Рік випуску: 2005. Тривалість 90 хвилин. Закадровий голос — Кеннет Бран. Розповідає про тварин, які панували на Землі до появи динозаврів. Подорож з доісторичними чудовиськами починається 530 мільйонів років до н. е., з кембрійського періоду і закінчується у тріасовому періоді.
- Перший епізод — територія сучасного Китаю, кембрійський період
- Другий епізод — територія сучасного Вельсу (Велика Британія), силурійський період
- Третій епізод — територія сучасної Пенсильванії (США), девонський період
- Четвертий епізод — територія сучасного Канзасу (США), карбоновий період
- П'ятий епізод — територія сучасної Тюрингії (Німеччина), пермський період
- Шостий епізод — територія сучасних Сибіру (Росія) і Пангея загалом, пермський період
- Сьомий епізод — Антарктида і Пангея, тріасовий період